# Massif de la Hotte
Le massif de la Hotte est un massif montagneux au sud-ouest d'Haïti, à l'extrême-ouest de la péninsule de Tiburon.

## Géographie

### Topographie
Les principaux sommets du massif de la Hotte sont :
- Pic de Macaya (2 347 m) ;
- Pic de Formon (2 219 m) ;
- Pic lo Ciel (2 170 m) ;
- Tête Ravine (environ 1 900 m) ;
- Morne Cavalier (environ 1 550 m).

### Faune et flore
La région du massif de la Hotte est recouverte d'une importante forêt tropicale. Cette forêt de nuage recouvre les sommets montagneux et notamment le pic de Macaya qui est le second pic le plus haut d'Haïti avec ses 2 347 mètres d'altitude.
La faune et la flore sont particulièrement riches et en partie endémiques dans cette biosphère du massif de la Hotte. La protection dont bénéficie le massif permet de sauvegarder un certain nombre de plantes et d'animaux en voie de disparition et endémiques à Haïti, telles que les trois espèces de grenouilles : Eleutherodactylus chlorophenax, Eleutherodactylus parapelates mais surtout Eleutherodactylus glandulifer et Eleutherodactylus thorectes, ces deux dernières étant classées en 2012 sur la liste des 100 espèces les plus menacées par l'UICN,.

## Protection environnementale
Une grande partie de la région se situe dans le parc national de Macaya. En 2016, le massif est reconnu réserve de biosphère par l'Unesco.
Le parc national naturel de Grande Colline se situe dans le massif. Il est considéré comme un point chaud de biodiversité caribéenne.